# نادي الضلوعية
نادي الضلوعية الرياضي هو فريق كرة قدم عراقي مقره في الضلوعية، صلاح الدين، يلعب في الدوري العراقي الدرجة الثالثة.

## الملعب
قررت وزارة الشباب والرياضة إعادة بناء ملعب الضلوعية في آذار 2017، بسبب الأضرار التي خلفها تنظيم الدولة الإسلامية (داعش).

## روابط خارجية
- أندية العراق - تواريخ التأسيس